# Martin Márta
Martin Márta (Hásságy, 1947. november 24. –) Jászai Mari-díjas és Aase-díjas magyar színésznő.

## Élete és pályafutása
Hásságyon született Martin Ferenc és Kolb Márta gyermekeként. 1972-ben diplomázott a Színház- és Filmművészeti Főiskola hallgatójaként. 1972–1976 között a Szegedi Nemzeti Színházhoz szerződött. 1976–1978 között a Miskolci Nemzeti Színház tagja volt. 1978–1982 között a győri Kisfaludy Színházban játszott. 1982–1987 között a József Attila Színház tagja volt. 1987–1994 között szabadfoglalkozású művésznőként a Vígszínházban, a Játékszínben és a Művész Színház volt látható. 1994 óta a Radnóti Miklós Színház tagja.
Orgánuma, megjelenése tragikus hősnők megformálására predesztinálja, de vígjátékokban, komédiákban, humoros jelenetekben is megnyerő és hiteles alakításokat nyújt. Szinkronszínészként is népszerű művész. Ő Whoopi Goldberg leggyakoribb szinkronhangja.

## Magánélete
Elvált, egy fia született, Kárpáti Iván 1978-ban.

## Szerepei

### Színpadi szerepei
- Szophoklész: Antigoné - címszerep
- Shakespeare: A makrancos hölgy - Bianca
- Shakespeare: Vízkereszt vagy amit akartok - Viola
- Shakespeare: Romeo és Júlia - Capuletné
- Balázs - Kodály: Cinka Panna - címszerep
- Görgey - Illés: Egy fiú és a tündér - Ilma
- Déry - Presser - Pós: Képzelt riport egy amerikai popfesztiválról - Beverly
- Euripidész: Elektra - címszerep
- Csehov: Ványa bácsi - Marina
- Gorkij: Éjjeli menedékhely - Vaszilissza
- Illyés: Fáklyaláng - Kossuthné
- Garcia Lorca: Bernarda Alba háza - Augustias
- Heltai: A néma levente - Mardella
- Feydeau: Bolha a fülbe - Olympe Ferraillon
- Mrožek: Tangó - Eleonóra
- Molnár: A testőr - Színésznő
- Molière: Tudós nők - Marie
- Gogol: Háztűznéző - Arina Pantyelejmonovna
- Tábori: Mein Kampf - Halál asszony
- Vajda Katalin: Anconai szerelmesek - Agnese
- Brecht: Rettegés és ínség
- Osztrovszkij: Erdő - Ulita
- Móricz: Rokonok - Kati néni
- Hauptmann: Patkányok - Hassenreuterné
- Hans Henny Jahnn: Medea - Kreon
- Oscar Wilde: Az ideális férj - Olivia Markby
- Csehov: Cseresznyéskert - Sarlotta Ivanovna
- Goldoni: Karneválvégi éjszaka - Alba asszony
- Krleža: Szentistvánnapi búcsú - Kocsmárosné
- Charlotte Brontë: Jane Eyre - Bertha Mason
- Gavault - Charvay: A csodagyermek - Langrunené
- Eduardo de Filipo: Nápolyi kísértetek - Carmela
- Oscar Wilde: Bunbury - Miss Prism
- Osztrovszkij: Farkasok és bárányok - Anfusza
- Szálinger Balázs: Oidipusz gyermekei - Nő
- Füst Milán: Boldogtalanok - Öreg parasztasszony
- Heltai Jenő: Naftalin - Manci
- Babel: Alkony - Madám Hologyenko
- Bernard Shaw: Pygmalion - Eynsfordné
- Tennessee Williams: Vágyvillamos - Egy Mexikói Asszony
- Térey János: Protokoll - Tekla
- Bertolt Brecht: Kurázsi mama és gyerekei - Yvette Pottier
- Gogol: Holt lelkek - Kormányzóné

### Film- és televíziós szerepei
- Volt egyszer egy család (1972)
- Tisztesség, becsület (1972)
- Trójai nők (1973)
- Az idők kezdetén (1975)
- Állványokon (1977)
- A legnagyobb sűrűsség közepe (1981)
- Nagyvárosi kanyarok (1981)
- Hamlet (1983)
- Valaki figyel (1985)
- Városbújocska (1985)
- A kaméliás hölgy (1987)
- Gyorsított eljárás (1988)
- Hétpróbások (1988)
- Randevú Budapesten (1989)
- Ismeretlen ismerős (1989)
- Oktogon (1989)
- Szomszédok (1990)
- Napló apámnak, anyámnak (1990)
- Angyalbőrben (1990)
- Félálom (1991)
- Az utolsó nyáron (1991)
- Família Kft. (1991)
- Boldog ünnepeink (1991)
- Hamis a baba (1991)
- Kutyakomédiák (1993)
- Privát kopó (1993)
- Frici, a vállalkozó szellem (1993)
- Családi nyár (1995)
- Törvénytelen (1995)
- Sztracsatella (1996)
- Kisváros (1995–1997)
- A Szórád-ház (1997)
- Meseautó (2000)
- Ennyiből ennyi (2001)
- A Nagyúr (2001)
- A négyes pálya (2001)
- Linda (2002)
- Az ember, aki nappal aludt (2003)
- Mélyen őrzött titkok (2004)
- A miskolci boniésklájd (2004)
- Csak szex és más semmi (2005)
- A hét nyolcadik napja (2006)
- Kire ütött ez a gyerek? (2007)
- Tabló (2008)
- És a nyolcadik napon (2009)
- Jóban Rosszban (2010)
- Apacsok (2010)
- Társas játék (2011–2013)
- Félvilág (2015)
- Válótársak (2017)
- Pappa pia (2017)
- Korhatáros szerelem (2018)
- A tanár (2019)
- Kölcsönlakás (2019)
- Drága örökösök (2019–2020)
- Pilátus (2020)
- Cicaverzum (2023)
- Valami Amerika (2023)
- Drága örökösök – A visszatérés (2024)
- Marsra magyar! (2024)

### Szinkronszerepei

#### Sorozat-szinkronszerepek
- A buszon (szinkron változat 3.) - Mama (Cicely Courtneidge)
- A buszon (szinkron változat 3.) - Mum (Doris Hare)
- A végzet hatalma - Carlota vda. de Curiel (Delia Casanova)
- Az elnök emberei - Nancy McNally (Anna Deavere Smith)
- Celeste - Aída Ferrero	 (Adela Gleijer)
- Dr. Csont - Caroline Julian (Patricia Belcher)
- Dunai zsaruk -	Sekretärin Ernie Kremser (Mona Seefried)
- Egy kórház magánélete - Ellen Craig (Bonnie Bartlett)
- Esküdt ellenségek - Los Angeles - Lieutenant Arleen Gonzalez (Rachel Ticotin)
- Jóbarátok - Charles Bing /Helena Handbasket (Kathleen Turner)
- María - Esperanza (María) (Ariadna Welter)
- Mavi szerelme – Refika Göreçki (Işıl Yücesoy)
- McLeod lányai - Moira Doyle (Doris Younane)
- Mrs. Klinika -	Dr. Lydia Emerson (Whoopi Goldberg)
- Rosalinda - Verónica del Castillo de Altamirano (Laura Zapata)
- Telefonos kisasszonyok - Miss. Marriott (Maggie McCarthy)
- Vízizsaruk -	Helen Blakemore	(Toni Scanlan)
- Gran hotel - Dona Angela  (Concha Velasco)
- NCIS: New Orleans - Dr. Loretta Wade (CCH Pounder)

#### Filmszinkronszerepek
- A báránysültek hallgatnak - Mrs. Motel / Az anya (Shelley Winters)
- Apácashow 2. - Újra virul a fityula - Deloris Van Cartier/Mary Clarence nővér (Whoopi Goldberg)
- Babe 2 - Kismalac a nagyvárosban - Sebes (hangja) (Miriam Margolyes)
- Bumeráng - Noreen (Alyce Webb)(Bonnie Bramlett)
- Made in America - Sarah Mathews (Whoopi Goldberg)
- Rocky és Bakacsin kalandjai - Cameo bírónő (Whoopi Goldberg)
- Space Jam - Zűr az űrben - Jordan-ék házvezetőnője (Bebe Drake)
- Tíz elveszett év - Candy Bliss	(Whoopi Goldberg)

#### Rajzfilmszinkronszerepek
- Az oroszlánkirály - Shenzi (Whoopi Goldberg)
- Kirikou és a boszorkány -Kövér nő
- Toy Story 3 - Csápi (Whoopi Goldberg)

## Díjak
- Jászai Mari-díj (1998)
- Aase-díj (2000)
- Radnóti-NOKIA-díj – A legjobb színésznő (2007)